# Щиге
Щиге (на немски: Stiege) е част от Оберхарц ам Брокен в район Харц, Саксония-Анхалт, Германия с 1094 жители (към 31 декември 2008).
Ловният замък Щиге е споменат за пръв път в документ през 1329 г. От 1 януари 2010 г. Щиге е част от новообразувания град Оберхарц ам Брокен.